# Kladruby nad Labem
Kladruby nad Labem je selo i općina (obec) u okrugu Pardubice u regiji Pardubički kraj u Češkoj, otprilike 6 km sjeverozapadno od Přelouča i 22 km zapadno od Pardubice. Sela Bílé Vchynice, Kolesa i Komárov pripadaju općini Kladruby nad Labem.
Selo je poznato uglavnom zahvaljujući lokalnom nacionalnoj ergeli, državno poduzeće (sp), gdje se od 16. stoljeća uzgajaju starokladrubski konji (kladruberi), najstarija Češka konjska pasmina i jedna od najstarijih svjetskih pasmina konja. Zbog toga je krajolik za uzgoj i osposobljavanje konja za svečane kočije u Kladruby nad Labem 2019. godine upisan na UNESCO-ov popis mjesta svjetske baštine u Europi.

## Povijest
Prvi pisani spomen sela potječe iz 1350. godine, a nepotkrijepljen s kraja 13. stoljeća. Do 1500. Kladruby je pripadao manjim vlasnicima, a 1500. kupio ga je Vilém iz Pernštejna, član moravske obitelji gospodara Pernštejna. Godine 1560. Jaroslav iz Pernštejna prodao je posjed Pardubice kraljevskom dvoru Maksimilijana II., uključujući dvorac Kladruby s poljem za uzgoj konja. Rudolf II. dodijelio je ergeli status carske dvorske ergele. Sve do 1918. godine Kladruby nad Labem je bio posjed Austro-Ugarske monarhije. 
Od 1918. uzgoj starokladrubskih konja gotovo je uništen naporima Čehoslovačke države, kada je odlučeno da se likvidira. Do 1931. godine uzgoj je gotovo uništen prodajom i prijenosom stada. Obnova uzgoja započeo je tek 1940-ih godina prof. František Bílek; prema mišljenju mnogih stručnjaka u posljednjem trenutku. Za regeneraciju su se morali koristiti djelomično i konji drugih pasmina. 
God. 1995 kladrubski konj je proglašen spomenikom kulture, a 2002. godine je Nacionalna ergela Kladruby nad Labem proglašena nacionalnim spomenikom kulture Češke Republike. Pasmina je prvenstveno namijenjena za prijevoz i za svečanu reprezentativnu ulogu, ali se koristi i za rekreativno jahanje. Do 2019. postoji oko 1.100 do 1.200 konja ove pasmine u svijetu, od čega oko njih 300 je u Nacionalnoj ergeli Kladruby nad Labem.

## Znamenitosti
Najveće znamenitosti mjesta su povezane s Nacionalnom ergelom Kladruby nad Labem, koja uključuje: 
- Dvorac, izvorno renesansna ljetna kuća Pernštejn iz sredine 16. stoljeća, obnovljen u baroknom stilu 1722. – 24.
- Crkva sv. Vjenceslava i Leopolda, kasnoklasicistička jednobrodna crkva izgrađena 1859. godine, sagrađena je na mjestu izgorjele starije, izvorno renesansne zgrade.
- Park dvorca je ostatak parka koji je postojao na prijelazu iz 17. u 18. stoljeće, dok je Park Mošnice važno dostignuće u stvaranju kulturnog krajolika 1895. god.
- Ograđeno područje grobne kapele sv. Križa iz 1670. s mrtvačnicom i nadgrobnim spomenicima.
- Carske zgrade ergele sa štalama, uzgojnim kućama, lovačkim kućama, školom jahanja i obližnjom uzgojnom stanicom Selmice, uglavnom barokno-klasicističke zgrade izgrađene od 1821. do 1895. god. Farma ergela također ima velike prostore u blizini s pašnjacima za konje. Posebnu podružnicu čini Seljačka farma Slatinany.

Ostale znamenitosti su barokni kip Anđela čuvara na putu za Koles iz 1720. god.
- Dvorac Kladruby nad Labem
- Crkva sv. Vjenceslava i Leopolda
- Carska ergela
- Kladruberi u carskim stajama
- Barokni kip Anđela čuvara

## Vanjske poveznice
|  | Zajednički poslužitelj ima još gradiva o temi Kladruby nad Labem |

- Službena web stranica Nacionalne ergele Kladruby nad Labem (češ.)
- Landscape for Breeding and Training of Ceremonial Carriage Horses at Kladruby nad Labem (engl.)